# Хольмберг, Освальд
Торстен Освальд Мариус Хольмберг (швед. Torsten Oswald Marius Holmberg; 17 июля 1882[…], Мальмё Санкт-Петри, Мальмёхус — 11 февраля 1969, Слоттсстаден) — шведский гимнаст и перетягиватель каната, чемпион летних Олимпийских игр 1908 и 1912 годов.
На Играх 1908 года в Лондоне Хольмберг участвовал только в командном первенстве, в котором его сборная заняла первое место. Через четыре года, на Олимпиаде 1912 года в Стокгольме он вошёл в состав своей сборной, которая стала лучшей по шведской системе.
Также Хольмберг участвовал в перетягивании каната на Олимпийских играх 1906 в Афинах, где его команда заняла третье место, однако Международный олимпийский комитет не признаёт эти Игры и поэтому формально награда считается неофициальной.